# Изложба дела Сталног фонда за унапређење стваралаштва младих уметника ликовних и примењених уметности (1974)
Изложба дела Сталног фонда за унапређење стваралаштва младих уметника ликовних и примењених уметности се одржала у периоду од 30. марта до 25. априла 1974. године у Музеју у Смедереву.

## Управни одбор
Управни одбор Сталног фонда за унапређење стваралаштва младих уметника ликовних и примењених уметности 1972—1973. су чинили:
- Иван Цветко, председник
- Мома Марковић, секретар
- Ђорђе Бошан
- Веља Вукићевић
- Нандор Глид
- Бора Драговић
- Олга Јеврић
- Бошко Карановић
- Босиљка Кићевац
- Раденко Мишевић

## Излагачи
- Момчило Мома Антоновић
- Милан Блануша
- Љиљана Блажеска
- Драган Добрић
- Живко Ђак
- Шемса Гавранкапетановић
- Љубица Ђурђев
- Бора Иљовски
- Душанка Јовић
- Стеван Кнежевић
- Владимир Комад
- Илија Костов
- Владан Мицић
- Бранимир Минић
- Драгиша Обрадовић
- Александрина Паскутини
- Бранимир Пауновић
- Јован Ракиџић
- Милорад Ступовски
- Анета Светиева
- Милорад Тепавац
- Мирко Тримчевић
- Радислав Тркуља
- Здравко Вајагић
- Милун Видић
- Миладин Желимир
- Снежана Дмитровић Здравковић